# Sainte-Marie-sur-Ouche
Pour les articles homonymes, voir Sainte-Marie.
Sainte-Marie-sur-Ouche est une commune française située dans le département de la Côte-d'Or, en région Bourgogne-Franche-Comté.

## Géographie
La commune est le siège de la communauté de communes Ouche et Montagne.

### Villages, hameaux, lieux-dits et écarts
- Pont-de-Pany.

### Climat
Pour des articles plus généraux, voir Climat de la Bourgogne-Franche-Comté et Climat de la Côte-d'Or.
En 2010, le climat de la commune est de type climat des marges montargnardes, selon une étude du Centre national de la recherche scientifique s'appuyant sur une série de données couvrant la période 1971-2000. En 2020, Météo-France publie une typologie des climats de la France métropolitaine dans laquelle la commune est exposée à un climat océanique altéré et est dans la région climatique  Bourgogne, vallée de la Saône, caractérisée par un bon ensoleillement (1 900 h/an), un été chaud (18,5 °C), un air sec au printemps et en été et des vents faibles. 
Pour la période 1971-2000, la température annuelle moyenne est de 10,4 °C, avec une amplitude thermique annuelle de 17,2 °C. Le cumul annuel moyen de précipitations est de 870 mm, avec 12,2 jours de précipitations en janvier et 8 jours en juillet. Pour la période 1991-2020, la température moyenne annuelle observée sur la station météorologique de Météo-France la plus proche, « Marsannay la Cote », sur la commune de Marsannay-la-Côte à 15 km à vol d'oiseau, est de 11,7 °C et le cumul annuel moyen de précipitations est de 803,0 mm,. Pour l'avenir, les paramètres climatiques de la commune estimés pour 2050 selon différents scénarios d'émission de gaz à effet de serre sont consultables sur un site dédié publié par Météo-France en novembre 2022.

## Urbanisme

### Typologie
Au 1er janvier 2024, Sainte-Marie-sur-Ouche est catégorisée commune rurale à habitat dispersé, selon la nouvelle grille communale de densité à 7 niveaux définie par l'Insee en 2022.
Elle est située hors unité urbaine. Par ailleurs la commune fait partie de l'aire d'attraction de Dijon, dont elle est une commune de la couronne,. Cette aire, qui regroupe 333 communes, est catégorisée dans les aires de 200 000 à moins de 700 000 habitants,.

### Occupation des sols
L'occupation des sols de la commune, telle qu'elle ressort de la base de données européenne d’occupation biophysique des sols Corine Land Cover (CLC), est marquée par l'importance des forêts et milieux semi-naturels (47,3 % en 2018), une proportion identique à celle de 1990 (47,3 %). La répartition détaillée en 2018 est la suivante : forêts (47,3 %), terres arables (31 %), prairies (11 %), zones urbanisées (10,6 %). L'évolution de l’occupation des sols de la commune et de ses infrastructures peut être observée sur les différentes représentations cartographiques du territoire : la carte de Cassini (XVIIIe siècle), la carte d'état-major (1820-1866) et les cartes ou photos aériennes de l'IGN pour la période actuelle (1950 à aujourd'hui).

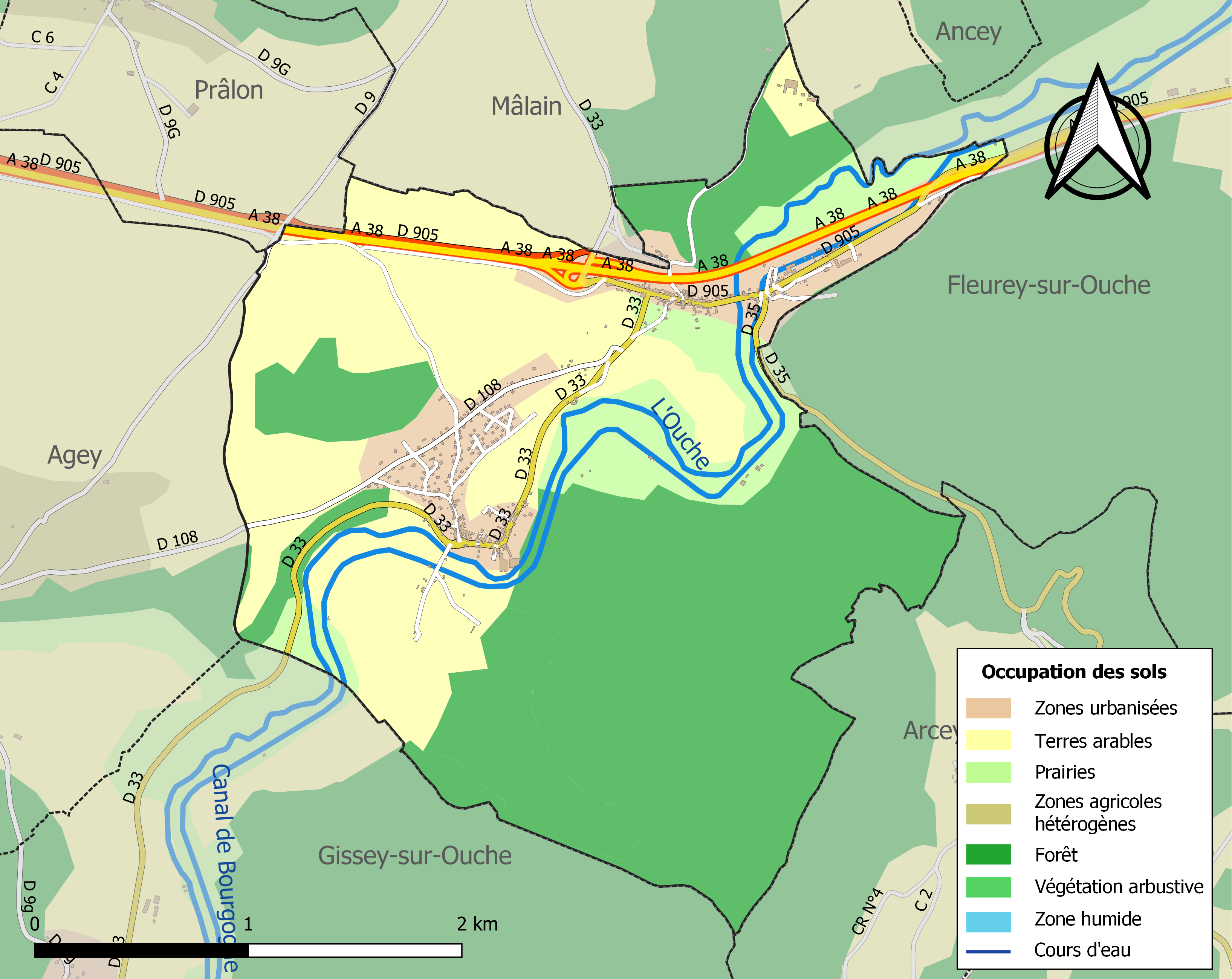
Carte des infrastructures et de l'occupation des sols de la commune en 2018 (CLC).

## Histoire
Le nom de Coyon est employé de longue date. C'est celui utilisé dans une charte d'avril 1267 de Guy, seigneur de Coyon, qui reconnaît aux religieux de l'abbaye de la Bussière le droit de pêche exclusif sur presque 10 km du cours de l'Ouche, ad navem et filetum, lurram et trussam.
Au cours de la période révolutionnaire de la Convention nationale (1792-1795), la commune a porté les noms de Bain-sur-Ouche, de Coyon et de République-sur-Ouche.

## Politique et administration
| Période                                  | Période | Identité               | Étiquette | Qualité |
| ---------------------------------------- | ------- | ---------------------- | --------- | ------- |
| avant 1988                               | ?       | M. Marc Pélissonnier   | DVD       |         |
| mars 2001                                | 2014    | M. Jean-Marc David     |           |         |
| 2014                                     | 2020    | M. Michel Vandenberghe |           |         |
| Les données manquantes sont à compléter. |         |                        |           |         |

## Démographie
L'évolution du nombre d'habitants est connue à travers les recensements de la population effectués dans la commune depuis 1793. Pour les communes de moins de 10 000 habitants, une enquête de recensement portant sur toute la population est réalisée tous les cinq ans, les populations de référence des années intermédiaires étant quant à elles estimées par interpolation ou extrapolation. Pour la commune, le premier recensement exhaustif entrant dans le cadre du nouveau dispositif a été réalisé en 2006.

En 2022, la commune comptait 701 habitants, en évolution de +1,74 % par rapport à 2016 (Côte-d'Or : +0,82 %, France hors Mayotte : +2,11 %).
| 1793 | 1800 | 1806 | 1821 | 1836 | 1841 | 1846 | 1851 | 1856 |
| ---- | ---- | ---- | ---- | ---- | ---- | ---- | ---- | ---- |
| 355  | 327  | 245  | 436  | 508  | 513  | 538  | 544  | 489  |

| 1861 | 1866 | 1872 | 1876 | 1881 | 1886 | 1891 | 1896 | 1901 |
| ---- | ---- | ---- | ---- | ---- | ---- | ---- | ---- | ---- |
| 460  | 444  | 445  | 432  | 412  | 424  | 444  | 420  | 434  |

| 1906 | 1911 | 1921 | 1926 | 1931 | 1936 | 1946 | 1954 | 1962 |
| ---- | ---- | ---- | ---- | ---- | ---- | ---- | ---- | ---- |
| 405  | 423  | 398  | 376  | 370  | 359  | 384  | 372  | 384  |

| 1968 | 1975 | 1982 | 1990 | 1999 | 2006 | 2011 | 2016 | 2021 |
| ---- | ---- | ---- | ---- | ---- | ---- | ---- | ---- | ---- |
| 408  | 388  | 560  | 593  | 589  | 623  | 680  | 689  | 698  |

| 2022 | - | - | - | - | - | - | - | - |
| ---- | - | - | - | - | - | - | - | - |
| 701  | - | - | - | - | - | - | - | - |

## Culture locale et patrimoine

### Lieux et monuments
- Château la Chassagne, ancien relais de chasse, et manoir construit en 1865, aujourd'hui hôtel de luxe. Certaines parcelles sont sur la commune de Fleurey-sur-Ouche.
- Pont en pierre du XVIIe siècle au-dessus de l'Ouche. Pont en arc à 6 arches. Un barrage sur la rivière à 250 m en aval maintenait un niveau d'eau constant jusqu'aux piles du pont. Ce barrage a cédé en 2012. Cela provoque l'assèchement saisonnier de la base des piles du pont, assèchement qui menace ses fondations en bois.

### Héraldique
| Blason de Sainte-Marie-sur-Ouche | Blason  | D'azur au pont à trois arches d'argent accompagné en pointe d'une fleur de lys d'or. |
| Blason de Sainte-Marie-sur-Ouche | Détails | Le statut officiel du blason reste à déterminer.                                     |